# DNAJC8
DNAJC8 (англ. DnaJ heat shock protein family (Hsp40) member C8) – білок, який кодується однойменним геном, розташованим у людей на 1-й хромосомі. Довжина поліпептидного ланцюга білка становить 253 амінокислот, а молекулярна маса — 29 842.
| 10         |  | 20         |  | 30         |  | 40         |  | 50         |
| ---------- |  | ---------- |  | ---------- |  | ---------- |  | ---------- |
| MAASGESGTS |  | GGGGSTEEAF |  | MTFYSEVKQI |  | EKRDSVLTSK |  | NQIERLTRPG |
| SSYFNLNPFE |  | VLQIDPEVTD |  | EEIKKRFRQL |  | SILVHPDKNQ |  | DDADRAQKAF |
| EAVDKAYKLL |  | LDQEQKKRAL |  | DVIQAGKEYV |  | EHTVKERKKQ |  | LKKEGKPTIV |
| EEDDPELFKQ |  | AVYKQTMKLF |  | AELEIKRKER |  | EAKEMHERKR |  | QREEEIEAQE |
| KAKREREWQK |  | NFEESRDGRV |  | DSWRNFQANT |  | KGKKEKKNRT |  | FLRPPKVKME |
| QRE        |  |            |  |            |  |            |  |            |

A: Аланін

D: Аспарагінова кислота

E: Глутамінова кислота

F: Фенілаланін

G: Гліцин

H: Гістидин

I: Ізолейцин

K: Лізин

L: Лейцин

M: Метіонін

N: Аспарагін

P: Пролін

Q: Глутамін

R: Аргінін

S: Серин

T: Треонін

V: Валін

W: Триптофан

Кодований геном білок за функціями належить до шаперонів, фосфопротеїнів. 
Задіяний у такому біологічному процесі, як ацетилювання. 